# Циганка (филм)
Циганка је југословенски филм, снимљен 1953. године у режији Војислава Нановића.

## Радња
Хаџи-Тома, оптерећен предрасудама, убија свог сина који хоће да се ожени прелепом циганском певачицом Коштаном. Коштана бива приморана да се уда за човека кога не воли.

## Улоге
| Глумац                  | Улога                   |
| ----------------------- | ----------------------- |
| Селма Карловац          | Коштана                 |
| Раша Плаовић            | Митке                   |
| Миливоје Живановић      | Тома                    |
| Растислав Јовић         | Стојан                  |
| Павле Вуисић            | Гута                    |
| Александар Стојковић    | Коста                   |
| Сима Јанићијевић        | Кафеџија                |
| Дивна Костић            |                         |
| Владимир Медар          |                         |
| Мирко Милисављевић      | Марко                   |
| Јован Николић           |                         |
| Петар Обрадовић         |                         |
| Михајло Бата Паскаљевић |                         |
| Нада Шкрињар            |                         |
| Љупка Висњић            |                         |
| Јанез Врховец           |                         |
| Станко Буханац          | Писар у општини         |
| Бранко Ђорђевић         | Арса Председник општине |

Комплетна филмска екипа  ▼
| Редитељ                   | Војислав Нановић        |                                            |
| Сценариста                | Борисав Станковић       | (новела)                                   |
| Сценариста                | Александар Вучо         | (адаптација)                               |
| Композитор                | Драгутин Чолић          |                                            |
| Директор фотографије      | Миленко Стојановић      | директор фотографије (као Миша Стојановић) |
| Монтажер                  | Миланка Нановић         |                                            |
| Сценограф                 | Милан Васић             |                                            |
| Уметнички директор        | Драгољуб Лазаревић      |                                            |
| Декоратер сцене           | Миладин Аранђеловић     |                                            |
| Костимограф               | Јован Ћурчић            |                                            |
| Костимограф               | Славко Јамбрезић        |                                            |
| Одсек за шминку           | Иван Лалић              | шминкер                                    |
| Менаџер продукције        | Радивоје Поповић        | директор филма                             |
| Менаџер продукције        | Миленко Станковић       | помоћник директора филма                   |
| Помоћник режије           | Миодраг Микош Петровић  | помоћник редитеља                          |
| Помоћник режије           | Драгослав Радоичић Бели | помоћник редитеља (као Драгослав Радоичић) |
| Уметнички одсек           | Слободан Мијачевић      | сценски реквизитер                         |
| Уметнички одсек           | Петар Савић             | сценски реквизитер                         |
| Одсек за звук             | Вукашин Дабушко         | асистент тонског сниматеља                 |
| Одсек за звук             | Драган Гроздановић      | асистент тонског сниматеља                 |
| Одсек за звук             | Радивој Вујић           | тон мајстор (као Раша Вујић)               |
| Одсек за камеру и расвету | Божидар Милетић         | пратилац камере (као Божа Милетић)         |
| Одсек за камеру и расвету | Душан Недељковић        | пратилац камере                            |
| Одсек за камеру и расвету | Ратко Вулета            | вођа расвете                               |
| Одсек за костим           | Борка Субарановић       | гардеробер                                 |
| Одсек за монтажу          | Миланка Нановић         | асистент монтажера                         |
| Музички одсек             | Нада Недељковић         | музички уредник (као Нада Пантић)          |
| Музички одсек             | Душан Никачевић         | музички кореограф                          |
| Музички одсек             | Душан Сковран           | диригент                                   |
| Остала екипа              | Лидија Дебарлиева       | секретар режије                            |